# Bolesław Heilpern
Bolesław Konrad Heilpern (ur. 22 stycznia 1893 w Warszawie, zm. 19 listopada 1915 w Dębicy) – sierżant Legionów Polskich, działacz niepodległościowy, kawaler Orderu Virtuti Militari.

## Życiorys
Urodził się 22 stycznia 1893 w Warszawie, w rodzinie Maksymiliana (1856–1924), przyrodnika, nauczyciela i Ernestyny z domu Gutman.
Absolwent warszawskiego gimnazjum, następnie rozpoczął studia na Politechnice Lwowskiej. Od roku 1912 członek Polskich Drużyn Strzeleckich, w których ukończył, w 1914 roku, szkołę podoficerską. W tym samym roku odbył praktyki inżynierskie na Smoleńszczyźnie. Po wybuchu I wojny światowej powrócił do Warszawy. Po wyzwoleniu tego miasta (sierpień 1915) wyruszył, w szeregach Batalionu Warszawskiego, do Legionów Polskich .
Otrzymał przydział do 1 kompanii I batalionu 5 pułku piechoty, wchodzącego w skład I Brygady Legionów. 22 sierpnia 1915 roku, już w randze sierżanta, objął dowodzenie nad plutonem w tejże kompanii . Szczególnie odznaczył się w walkach nad Styrem. 20 października 1915 w bitwie pod Kołkami razem z patrolem dotarł do okopów wroga pod Koszyszczami. Został wówczas ciężko ranny w wyniku wymiany ognia karabinowego. Zmarł w szpitalu w Dębicy i spoczął na miejscowym cmentarzu. W maju 1916 roku jego zwłoki ekshumowano i przeniesiono na cmentarz Powązkowski w Warszawie - powtórny pogrzeb odbył się w dniu 21 maja 1916 roku. Spoczywa razem z siostrą Wandą (zmarłą w 1925 r., absolwentką Szkoły Dramatycznej) i matką Ernestyną (zmarłą w 1926 r.) - kwatera: 95, rząd: 3, miejsce: 22. Bolesław Heilpern nie zdążył założyć rodziny.
Awansowany został również do stopnia starszego sierżanta.

## Ordery i odznaczenia
- Krzyż Srebrny Orderu Wojskowego Virtuti Militari nr 6499 – pośmiertnie, 17 maja 1922[5][1][6][7]
- Krzyż Niepodległości – pośmiertnie, 2 sierpnia 1931 „za pracę w dziele odzyskania niepodległości”[8]